# Tomás Mejías
Tomás Mejías Osorio (ur. 30 stycznia 1989 w Madrycie) – hiszpański piłkarz występujący na pozycji bramkarza w hiszpańskim klubie Rayo Vallecano. Były młodzieżowy reprezentant Hiszpanii.